# Tirreno-Adriatico 2023
La 58e édition de Tirreno-Adriatico a lieu du 6 au 12 mars 2023 en Italie. La course est tracée sur sept étapes entre Lido di Camaiore et San Benedetto del Tronto. Elle fait partie de l'UCI World Tour 2023, le calendrier le plus important du cyclisme sur route. 

## Présentation

### Parcours
La course débute au bord de la Mer Tyrrhénienne à Lido di Camaiore par un contre-la-montre et se termine à San Benedetto del Tronto, le long de la Mer Adriatique, sur un parcours total de 1 171,5 kilomètres. La cinquième étape est l'étape reine avec une arrivée au sommet de Sarnano Sassotetto, une ascension de 13,1 km avec une déclivité moyenne de 7,4 % et un passage à 14 %. En raison du vent, l'étape est écourtée des 2,5 derniers kilomètres.

### Équipes
Vingt-cinq équipes disputent Tirreno-Adriatico : les dix-huit UCI WorldTeams et sept UCI ProTeams.
| WorldTeams (18)- AG2R Citroën Team - Alpecin-Deceuninck - Astana Qazaqstan Team - Bahrain Victorious - Bora-Hansgrohe - Cofidis - EF Education-EasyPost - Groupama-FDJ - Ineos Grenadiers - Intermarché-Circus-Wanty - Jumbo-Visma - Movistar Team - Soudal Quick-Step - Arkéa-Samsic - Team Jayco AlUla - Team DSM - Trek-Segafredo - UAE Team Emirates ProTeams (7)- Eolo-Kometa - Green Project-Bardiani CSF-Faizanè - Israel-Premier Tech - Q36.5 Pro Cycling Team - Team Corratec - TotalEnergies - Tudor Pro Cycling Team |
| |

### Favoris
En l'absence des deux premiers de l'édition 2022, Tadej Pogačar et Jonas Vingegaard, partis se confronter sur Paris-Nice, la course semble plus ouverte avec un grand nombre de favoris pour remporter le classement général. Parmi ces nombreux favoris, on peut citer le troisième de la dernière édition, l'Espagnol Mikel Landa (Bahrain Victorious), son compatriote Enric Mas (Movistar), le Britannique Adam Yates (UAE Emirates), en forme au Tour des Émirats arabes unis, son compatriote de l'équipe Ineos Grenadiers Tom Pidcock, sorti vainqueur deux jours auparavant des Strade Bianche, le Russe Aleksandr Vlasov (Bora-Hansgrohe), l'Australien Jai Hindley (Bora-Hansgrohe), son compatriote Ben O'Connor (AG2R Citroën), l'Américain Brandon McNulty et le Portugais João Almeida (UAE Emirates), le Néerlandais Thymen Arensman (Ineos Grenadiers) sans oublier le Slovène Primož Roglič (Jumbo-Visma) qui commence sa saison.

## Étapes
| Étape     | Date    | Villes étapes                                       | type                        | Distance (km) | Dénivelé (m) | Vainqueur d'étape | Leader du classement général |
| --------- | ------- | --------------------------------------------------- | --------------------------- | ------------- | ------------ | ----------------- | ---------------------------- |
| 1re étape | 6 mars  | Lido di Camaiore – Lido di Camaiore                 | contre-la-montre individuel | 11,5          | 34 m         | Filippo Ganna     | Filippo Ganna                |
| 2e étape  | 7 mars  | Camaiore – Follonica                                | étape vallonnée             | 210           | 2 601 m      | Fabio Jakobsen    | Filippo Ganna                |
| 3e étape  | 8 mars  | Follonica – Foligno                                 | étape vallonnée             | 216           | 2 601 m      | Jasper Philipsen  | Filippo Ganna                |
| 4e étape  | 9 mars  | Greccio – Tortoreto                                 | étape de moyenne montagne   | 218           | 2 503 m      | Primož Roglič     | Lennard Kämna                |
| 5e étape  | 10 mars | Morro d'Oro – Sassotetto                            | étape de montagne           | 168           | 3 850 m      | Primož Roglič     | Primož Roglič                |
| 6e étape  | 11 mars | Osimo Stazione – Osimo                              | étape vallonnée             | 193           | 3 610 m      | Primož Roglič     | Primož Roglič                |
| 7e étape  | 12 mars | San Benedetto del Tronto – San Benedetto del Tronto | étape de plaine             | 154           | 1 660 m      | Jasper Philipsen  | Primož Roglič                |

## Déroulement de la course

### 1reétape
| \| Classement de l'étape \| Classement de l'étape \| Classement de l'étape \| Classement de l'étape \| Classement de l'étape \| \| Coureur \| Coureur \| Pays \| Équipe \| Temps \| \| --------------------- \| --------------------- \| --------------------- \| --------------------- \| --------------------- \| \| 1er \| Filippo Ganna \| Italie \| Ineos Grenadiers \| 12 min 28 s \| \| 2e \| Lennard Kämna \| Allemagne \| Bora-Hansgrohe \| + 28 s \| \| 3e \| Magnus Sheffield \| États-Unis \| Ineos Grenadiers \| + 31 s \| \| 4e \| Michael Hepburn \| Australie \| Team Jayco AlUla \| + 33 s \| \| 5e \| Brandon McNulty \| États-Unis \| UAE Team Emirates \| + 34 s \| \| 6e \| Thymen Arensman \| Pays-Bas \| Ineos Grenadiers \| + 39 s \| \| 7e \| João Almeida \| Portugal \| UAE Team Emirates \| + 41 s \| \| 8e \| Andreas Leknessund \| Norvège \| Team DSM \| + 41 s \| \| 9e \| Casper Pedersen \| Danemark \| Soudal Quick-Step \| + 47 s \| \| 10e \| Wilco Kelderman \| Pays-Bas \| Jumbo-Visma \| + 48 s \| |                    |            |                   |             |
| |                    |            |                   |             |
| Source : ProCyclingStats |                    |            |                   |             |
| Classement de l'étape |                    |            |                   |             |
| Coureur | Coureur            | Pays       | Équipe            | Temps       |
| 1er | Filippo Ganna      | Italie     | Ineos Grenadiers  | 12 min 28 s |
| 2e | Lennard Kämna      | Allemagne  | Bora-Hansgrohe    | + 28 s      |
| 3e | Magnus Sheffield   | États-Unis | Ineos Grenadiers  | + 31 s      |
| 4e | Michael Hepburn    | Australie  | Team Jayco AlUla  | + 33 s      |
| 5e | Brandon McNulty    | États-Unis | UAE Team Emirates | + 34 s      |
| 6e | Thymen Arensman    | Pays-Bas   | Ineos Grenadiers  | + 39 s      |
| 7e | João Almeida       | Portugal   | UAE Team Emirates | + 41 s      |
| 8e | Andreas Leknessund | Norvège    | Team DSM          | + 41 s      |
| 9e | Casper Pedersen    | Danemark   | Soudal Quick-Step | + 47 s      |
| 10e | Wilco Kelderman    | Pays-Bas   | Jumbo-Visma       | + 48 s      |

| \| Classement général \| Classement général \| Classement général \| Classement général \| Classement général \| \| Coureur \| Coureur \| Pays \| Équipe \| Temps \| \| ------------------ \| ------------------ \| ------------------ \| ------------------ \| ------------------ \| \| 1er \| Filippo Ganna \| Italie \| Ineos Grenadiers \| 12 min 28 s \| \| 2e \| Lennard Kämna \| Allemagne \| Bora-Hansgrohe \| + 28 s \| \| 3e \| Magnus Sheffield \| États-Unis \| Ineos Grenadiers \| + 31 s \| \| 4e \| Michael Hepburn \| Australie \| Team Jayco AlUla \| + 33 s \| \| 5e \| Brandon McNulty \| États-Unis \| UAE Team Emirates \| + 34 s \| \| 6e \| Thymen Arensman \| Pays-Bas \| Ineos Grenadiers \| + 39 s \| \| 7e \| João Almeida \| Portugal \| UAE Team Emirates \| + 41 s \| \| 8e \| Andreas Leknessund \| Norvège \| Team DSM \| + 41 s \| \| 9e \| Casper Pedersen \| Danemark \| Soudal Quick-Step \| + 47 s \| \| 10e \| Wilco Kelderman \| Pays-Bas \| Jumbo-Visma \| + 47 s \| |                    |            |                   |             |
| |                    |            |                   |             |
| Source : ProCyclingStats |                    |            |                   |             |
| Classement général |                    |            |                   |             |
| Coureur | Coureur            | Pays       | Équipe            | Temps       |
| 1er | Filippo Ganna      | Italie     | Ineos Grenadiers  | 12 min 28 s |
| 2e | Lennard Kämna      | Allemagne  | Bora-Hansgrohe    | + 28 s      |
| 3e | Magnus Sheffield   | États-Unis | Ineos Grenadiers  | + 31 s      |
| 4e | Michael Hepburn    | Australie  | Team Jayco AlUla  | + 33 s      |
| 5e | Brandon McNulty    | États-Unis | UAE Team Emirates | + 34 s      |
| 6e | Thymen Arensman    | Pays-Bas   | Ineos Grenadiers  | + 39 s      |
| 7e | João Almeida       | Portugal   | UAE Team Emirates | + 41 s      |
| 8e | Andreas Leknessund | Norvège    | Team DSM          | + 41 s      |
| 9e | Casper Pedersen    | Danemark   | Soudal Quick-Step | + 47 s      |
| 10e | Wilco Kelderman    | Pays-Bas   | Jumbo-Visma       | + 47 s      |

### 2eétape
| \| Classement de l'étape \| Classement de l'étape \| Classement de l'étape \| Classement de l'étape \| Classement de l'étape \| \| Coureur \| Coureur \| Pays \| Équipe \| Temps \| \| --------------------- \| --------------------- \| --------------------- \| ------------------------ \| --------------------- \| \| 1er \| Fabio Jakobsen \| Pays-Bas \| Soudal Quick-Step \| 5 h 06 min 33 s \| \| 2e \| Jasper Philipsen \| Belgique \| Alpecin-Deceuninck \| + 0 s \| \| 3e \| Fernando Gaviria \| Colombie \| Movistar Team \| + 0 s \| \| 4e \| Biniam Girmay \| Érythrée \| Intermarché-Circus-Wanty \| + 0 s \| \| 5e \| Sebastián Molano \| Colombie \| UAE Team Emirates \| + 0 s \| \| 6e \| Phil Bauhaus \| Allemagne \| Bahrain Victorious \| + 0 s \| \| 7e \| Dylan Groenewegen \| Pays-Bas \| Team Jayco AlUla \| + 0 s \| \| 8e \| Simone Consonni \| Italie \| Cofidis \| + 0 s \| \| 9e \| Jordi Meeus \| Belgique \| Bora-Hansgrohe \| + 0 s \| \| 10e \| Nacer Bouhanni \| France \| Arkéa-Samsic \| + 0 s \| |                   |           |                          |                 |
| |                   |           |                          |                 |
| Source : ProCyclingStats |                   |           |                          |                 |
| Classement de l'étape |                   |           |                          |                 |
| Coureur | Coureur           | Pays      | Équipe                   | Temps           |
| 1er | Fabio Jakobsen    | Pays-Bas  | Soudal Quick-Step        | 5 h 06 min 33 s |
| 2e | Jasper Philipsen  | Belgique  | Alpecin-Deceuninck       | + 0 s           |
| 3e | Fernando Gaviria  | Colombie  | Movistar Team            | + 0 s           |
| 4e | Biniam Girmay     | Érythrée  | Intermarché-Circus-Wanty | + 0 s           |
| 5e | Sebastián Molano  | Colombie  | UAE Team Emirates        | + 0 s           |
| 6e | Phil Bauhaus      | Allemagne | Bahrain Victorious       | + 0 s           |
| 7e | Dylan Groenewegen | Pays-Bas  | Team Jayco AlUla         | + 0 s           |
| 8e | Simone Consonni   | Italie    | Cofidis                  | + 0 s           |
| 9e | Jordi Meeus       | Belgique  | Bora-Hansgrohe           | + 0 s           |
| 10e | Nacer Bouhanni    | France    | Arkéa-Samsic             | + 0 s           |

| \| Classement général \| Classement général \| Classement général \| Classement général \| Classement général \| \| Coureur \| Coureur \| Pays \| Équipe \| Temps \| \| ------------------ \| ------------------ \| ------------------ \| --------------------- \| ------------------ \| \| 1er \| Filippo Ganna \| Italie \| Ineos Grenadiers \| 5 h 19 min 01 s \| \| 2e \| Lennard Kämna \| Allemagne \| Bora-Hansgrohe \| + 28 s \| \| 3e \| Magnus Sheffield \| États-Unis \| Ineos Grenadiers \| + 31 s \| \| 4e \| Brandon McNulty \| États-Unis \| UAE Team Emirates \| + 34 s \| \| 5e \| Thymen Arensman \| Pays-Bas \| Ineos Grenadiers \| + 39 s \| \| 6e \| João Almeida \| Portugal \| UAE Team Emirates \| + 41 s \| \| 7e \| Andreas Leknessund \| Norvège \| Team DSM \| + 41 s \| \| 8e \| Casper Pedersen \| Danemark \| Soudal Quick-Step \| + 47 s \| \| 9e \| Wilco Kelderman \| Pays-Bas \| Jumbo-Visma \| + 48 s \| \| 10e \| Alexey Lutsenko \| Kazakhstan \| Astana Qazaqstan Team \| + 48 s \| |                    |            |                       |                 |
| |                    |            |                       |                 |
| Source : ProCyclingStats |                    |            |                       |                 |
| Classement général |                    |            |                       |                 |
| Coureur | Coureur            | Pays       | Équipe                | Temps           |
| 1er | Filippo Ganna      | Italie     | Ineos Grenadiers      | 5 h 19 min 01 s |
| 2e | Lennard Kämna      | Allemagne  | Bora-Hansgrohe        | + 28 s          |
| 3e | Magnus Sheffield   | États-Unis | Ineos Grenadiers      | + 31 s          |
| 4e | Brandon McNulty    | États-Unis | UAE Team Emirates     | + 34 s          |
| 5e | Thymen Arensman    | Pays-Bas   | Ineos Grenadiers      | + 39 s          |
| 6e | João Almeida       | Portugal   | UAE Team Emirates     | + 41 s          |
| 7e | Andreas Leknessund | Norvège    | Team DSM              | + 41 s          |
| 8e | Casper Pedersen    | Danemark   | Soudal Quick-Step     | + 47 s          |
| 9e | Wilco Kelderman    | Pays-Bas   | Jumbo-Visma           | + 48 s          |
| 10e | Alexey Lutsenko    | Kazakhstan | Astana Qazaqstan Team | + 48 s          |

### 3eétape
| \| Classement de l'étape \| Classement de l'étape \| Classement de l'étape \| Classement de l'étape \| Classement de l'étape \| \| Coureur \| Coureur \| Pays \| Équipe \| Temps \| \| --------------------- \| --------------------- \| --------------------- \| ------------------------ \| --------------------- \| \| 1er \| Jasper Philipsen \| Belgique \| Alpecin-Deceuninck \| 49 min 08 s \| \| 2e \| Phil Bauhaus \| Allemagne \| Bahrain Victorious \| + 0 s \| \| 3e \| Biniam Girmay \| Érythrée \| Intermarché-Circus-Wanty \| + 0 s \| \| 4e \| Matteo Moschetti \| Italie \| Q36.5 Pro Cycling Team \| + 0 s \| \| 5e \| Simone Consonni \| Italie \| Cofidis \| + 0 s \| \| 6e \| Wout van Aert \| Belgique \| Jumbo-Visma \| + 0 s \| \| 7e \| Edward Theuns \| Belgique \| Trek-Segafredo \| + 0 s \| \| 8e \| Dylan Groenewegen \| Pays-Bas \| Team Jayco AlUla \| + 0 s \| \| 9e \| Fabio Jakobsen \| Pays-Bas \| Soudal Quick-Step \| + 0 s \| \| 10e \| Jordi Meeus \| Belgique \| Bora-Hansgrohe \| + 0 s \| |                   |           |                          |             |
| |                   |           |                          |             |
| Source : ProCyclingStats |                   |           |                          |             |
| Classement de l'étape |                   |           |                          |             |
| Coureur | Coureur           | Pays      | Équipe                   | Temps       |
| 1er | Jasper Philipsen  | Belgique  | Alpecin-Deceuninck       | 49 min 08 s |
| 2e | Phil Bauhaus      | Allemagne | Bahrain Victorious       | + 0 s       |
| 3e | Biniam Girmay     | Érythrée  | Intermarché-Circus-Wanty | + 0 s       |
| 4e | Matteo Moschetti  | Italie    | Q36.5 Pro Cycling Team   | + 0 s       |
| 5e | Simone Consonni   | Italie    | Cofidis                  | + 0 s       |
| 6e | Wout van Aert     | Belgique  | Jumbo-Visma              | + 0 s       |
| 7e | Edward Theuns     | Belgique  | Trek-Segafredo           | + 0 s       |
| 8e | Dylan Groenewegen | Pays-Bas  | Team Jayco AlUla         | + 0 s       |
| 9e | Fabio Jakobsen    | Pays-Bas  | Soudal Quick-Step        | + 0 s       |
| 10e | Jordi Meeus       | Belgique  | Bora-Hansgrohe           | + 0 s       |

| \| Classement général \| Classement général \| Classement général \| Classement général \| Classement général \| \| Coureur \| Coureur \| Pays \| Équipe \| Temps \| \| ------------------ \| ------------------ \| ------------------ \| --------------------- \| ------------------ \| \| 1er \| Filippo Ganna \| Italie \| Ineos Grenadiers \| 10 h 38 min 09 s \| \| 2e \| Lennard Kämna \| Allemagne \| Bora-Hansgrohe \| + 28 s \| \| 3e \| Magnus Sheffield \| États-Unis \| Ineos Grenadiers \| + 30 s \| \| 4e \| Brandon McNulty \| États-Unis \| UAE Team Emirates \| + 34 s \| \| 5e \| Thymen Arensman \| Pays-Bas \| Ineos Grenadiers \| + 39 s \| \| 6e \| João Almeida \| Portugal \| UAE Team Emirates \| + 41 s \| \| 7e \| Andreas Leknessund \| Norvège \| Team DSM \| + 41 s \| \| 8e \| Casper Pedersen \| Danemark \| Soudal Quick-Step \| + 47 s \| \| 9e \| Wilco Kelderman \| Pays-Bas \| Jumbo-Visma \| + 48 s \| \| 10e \| Alexey Lutsenko \| Kazakhstan \| Astana Qazaqstan Team \| + 48 s \| |                    |            |                       |                  |
| |                    |            |                       |                  |
| Source : ProCyclingStats |                    |            |                       |                  |
| Classement général |                    |            |                       |                  |
| Coureur | Coureur            | Pays       | Équipe                | Temps            |
| 1er | Filippo Ganna      | Italie     | Ineos Grenadiers      | 10 h 38 min 09 s |
| 2e | Lennard Kämna      | Allemagne  | Bora-Hansgrohe        | + 28 s           |
| 3e | Magnus Sheffield   | États-Unis | Ineos Grenadiers      | + 30 s           |
| 4e | Brandon McNulty    | États-Unis | UAE Team Emirates     | + 34 s           |
| 5e | Thymen Arensman    | Pays-Bas   | Ineos Grenadiers      | + 39 s           |
| 6e | João Almeida       | Portugal   | UAE Team Emirates     | + 41 s           |
| 7e | Andreas Leknessund | Norvège    | Team DSM              | + 41 s           |
| 8e | Casper Pedersen    | Danemark   | Soudal Quick-Step     | + 47 s           |
| 9e | Wilco Kelderman    | Pays-Bas   | Jumbo-Visma           | + 48 s           |
| 10e | Alexey Lutsenko    | Kazakhstan | Astana Qazaqstan Team | + 48 s           |

### 4eétape
| \| Classement de l'étape \| Classement de l'étape \| Classement de l'étape \| Classement de l'étape \| Classement de l'étape \| \| Coureur \| Coureur \| Pays \| Équipe \| Temps \| \| --------------------- \| --------------------- \| --------------------- \| --------------------- \| --------------------- \| \| 1er \| Primož Roglič \| Slovénie \| Jumbo-Visma \| 5 h 00 min 04 s \| \| 2e \| Julian Alaphilippe \| France \| Soudal Quick-Step \| + 0 s \| \| 3e \| Adam Yates \| Royaume-Uni \| UAE Team Emirates \| + 0 s \| \| 4e \| Wilco Kelderman \| Pays-Bas \| Jumbo-Visma \| + 0 s \| \| 5e \| Tao Geoghegan Hart \| Royaume-Uni \| Ineos Grenadiers \| + 0 s \| \| 6e \| Enric Mas \| Espagne \| Movistar Team \| + 0 s \| \| 7e \| Victor Lafay \| France \| Cofidis \| + 0 s \| \| 8e \| João Almeida \| Portugal \| UAE Team Emirates \| + 0 s \| \| 9e \| Aleksandr Vlasov \| Bannière neutre \| Bora-Hansgrohe \| + 0 s \| \| 10e \| Hugh Carthy \| Royaume-Uni \| EF Education-EasyPost \| + 0 s \| |                    |                 |                       |                 |
| |                    |                 |                       |                 |
| Source : ProCyclingStats |                    |                 |                       |                 |
| Classement de l'étape |                    |                 |                       |                 |
| Coureur | Coureur            | Pays            | Équipe                | Temps           |
| 1er | Primož Roglič      | Slovénie        | Jumbo-Visma           | 5 h 00 min 04 s |
| 2e | Julian Alaphilippe | France          | Soudal Quick-Step     | + 0 s           |
| 3e | Adam Yates         | Royaume-Uni     | UAE Team Emirates     | + 0 s           |
| 4e | Wilco Kelderman    | Pays-Bas        | Jumbo-Visma           | + 0 s           |
| 5e | Tao Geoghegan Hart | Royaume-Uni     | Ineos Grenadiers      | + 0 s           |
| 6e | Enric Mas          | Espagne         | Movistar Team         | + 0 s           |
| 7e | Victor Lafay       | France          | Cofidis               | + 0 s           |
| 8e | João Almeida       | Portugal        | UAE Team Emirates     | + 0 s           |
| 9e | Aleksandr Vlasov   | Bannière neutre | Bora-Hansgrohe        | + 0 s           |
| 10e | Hugh Carthy        | Royaume-Uni     | EF Education-EasyPost | + 0 s           |

| \| Classement général \| Classement général \| Classement général \| Classement général \| Classement général \| \| Coureur \| Coureur \| Pays \| Équipe \| Temps \| \| ------------------ \| ------------------ \| ------------------ \| ------------------ \| ------------------ \| \| 1er \| Lennard Kämna \| Allemagne \| Bora-Hansgrohe \| 15 h 38 min 46 s \| \| 2e \| Primož Roglič \| Slovénie \| Jumbo-Visma \| + 6 s \| \| 3e \| João Almeida \| Portugal \| UAE Team Emirates \| + 8 s \| \| 4e \| Brandon McNulty \| États-Unis \| UAE Team Emirates \| + 13 s \| \| 5e \| Wilco Kelderman \| Pays-Bas \| Jumbo-Visma \| + 15 s \| \| 6e \| Aleksandr Vlasov \| Bannière neutre \| Bora-Hansgrohe \| + 17 s \| \| 7e \| Jai Hindley \| Australie \| Bora-Hansgrohe \| + 18 s \| \| 8e \| Tao Geoghegan Hart \| Royaume-Uni \| Ineos Grenadiers \| + 19 s \| \| 9e \| Giulio Ciccone \| Italie \| Trek-Segafredo \| + 26 s \| \| 10e \| Enric Mas \| Espagne \| Movistar Team \| + 27 s \| |                    |                 |                   |                  |
| |                    |                 |                   |                  |
| Source : ProCyclingStats |                    |                 |                   |                  |
| Classement général |                    |                 |                   |                  |
| Coureur | Coureur            | Pays            | Équipe            | Temps            |
| 1er | Lennard Kämna      | Allemagne       | Bora-Hansgrohe    | 15 h 38 min 46 s |
| 2e | Primož Roglič      | Slovénie        | Jumbo-Visma       | + 6 s            |
| 3e | João Almeida       | Portugal        | UAE Team Emirates | + 8 s            |
| 4e | Brandon McNulty    | États-Unis      | UAE Team Emirates | + 13 s           |
| 5e | Wilco Kelderman    | Pays-Bas        | Jumbo-Visma       | + 15 s           |
| 6e | Aleksandr Vlasov   | Bannière neutre | Bora-Hansgrohe    | + 17 s           |
| 7e | Jai Hindley        | Australie       | Bora-Hansgrohe    | + 18 s           |
| 8e | Tao Geoghegan Hart | Royaume-Uni     | Ineos Grenadiers  | + 19 s           |
| 9e | Giulio Ciccone     | Italie          | Trek-Segafredo    | + 26 s           |
| 10e | Enric Mas          | Espagne         | Movistar Team     | + 27 s           |

### 5eétape
| \| Classement de l'étape \| Classement de l'étape \| Classement de l'étape \| Classement de l'étape \| Classement de l'étape \| \| Coureur \| Coureur \| Pays \| Équipe \| Temps \| \| --------------------- \| --------------------- \| --------------------- \| --------------------- \| --------------------- \| \| 1er \| Primož Roglič \| Slovénie \| Jumbo-Visma \| 4 h 38 min 32 s \| \| 2e \| Giulio Ciccone \| Italie \| Trek-Segafredo \| + 0 s \| \| 3e \| Tao Geoghegan Hart \| Royaume-Uni \| Ineos Grenadiers \| + 0 s \| \| 4e \| Jai Hindley \| Australie \| Bora-Hansgrohe \| + 0 s \| \| 5e \| Lennard Kämna \| Allemagne \| Bora-Hansgrohe \| + 0 s \| \| 6e \| Aleksandr Vlasov \| Bannière neutre \| Bora-Hansgrohe \| + 0 s \| \| 7e \| Mikel Landa \| Espagne \| Bahrain Victorious \| + 0 s \| \| 8e \| João Almeida \| Portugal \| UAE Team Emirates \| + 0 s \| \| 9e \| Damiano Caruso \| Italie \| Bahrain Victorious \| + 0 s \| \| 10e \| Brandon McNulty \| États-Unis \| UAE Team Emirates \| + 0 s \| |                    |                 |                    |                 |
| |                    |                 |                    |                 |
| Source : ProCyclingStats |                    |                 |                    |                 |
| Classement de l'étape |                    |                 |                    |                 |
| Coureur | Coureur            | Pays            | Équipe             | Temps           |
| 1er | Primož Roglič      | Slovénie        | Jumbo-Visma        | 4 h 38 min 32 s |
| 2e | Giulio Ciccone     | Italie          | Trek-Segafredo     | + 0 s           |
| 3e | Tao Geoghegan Hart | Royaume-Uni     | Ineos Grenadiers   | + 0 s           |
| 4e | Jai Hindley        | Australie       | Bora-Hansgrohe     | + 0 s           |
| 5e | Lennard Kämna      | Allemagne       | Bora-Hansgrohe     | + 0 s           |
| 6e | Aleksandr Vlasov   | Bannière neutre | Bora-Hansgrohe     | + 0 s           |
| 7e | Mikel Landa        | Espagne         | Bahrain Victorious | + 0 s           |
| 8e | João Almeida       | Portugal        | UAE Team Emirates  | + 0 s           |
| 9e | Damiano Caruso     | Italie          | Bahrain Victorious | + 0 s           |
| 10e | Brandon McNulty    | États-Unis      | UAE Team Emirates  | + 0 s           |

| \| Classement général \| Classement général \| Classement général \| Classement général \| Classement général \| \| Coureur \| Coureur \| Pays \| Équipe \| Temps \| \| ------------------ \| ------------------ \| ------------------ \| ------------------ \| ------------------ \| \| 1er \| Primož Roglič \| Slovénie \| Jumbo-Visma \| 20 h 17 min 14 s \| \| 2e \| Lennard Kämna \| Allemagne \| Bora-Hansgrohe \| + 4 s \| \| 3e \| João Almeida \| Portugal \| UAE Team Emirates \| + 12 s \| \| 4e \| Brandon McNulty \| États-Unis \| UAE Team Emirates \| + 17 s \| \| 5e \| Wilco Kelderman \| Pays-Bas \| Jumbo-Visma \| + 19 s \| \| 6e \| Tao Geoghegan Hart \| Royaume-Uni \| Ineos Grenadiers \| + 19 s \| \| 7e \| Aleksandr Vlasov \| Bannière neutre \| Bora-Hansgrohe \| + 21 s \| \| 8e \| Jai Hindley \| Australie \| Bora-Hansgrohe \| + 22 s \| \| 9e \| Giulio Ciccone \| Italie \| Trek-Segafredo \| + 24 s \| \| 10e \| Enric Mas \| Espagne \| Movistar Team \| + 31 s \| |                    |                 |                   |                  |
| |                    |                 |                   |                  |
| Source : ProCyclingStats |                    |                 |                   |                  |
| Classement général |                    |                 |                   |                  |
| Coureur | Coureur            | Pays            | Équipe            | Temps            |
| 1er | Primož Roglič      | Slovénie        | Jumbo-Visma       | 20 h 17 min 14 s |
| 2e | Lennard Kämna      | Allemagne       | Bora-Hansgrohe    | + 4 s            |
| 3e | João Almeida       | Portugal        | UAE Team Emirates | + 12 s           |
| 4e | Brandon McNulty    | États-Unis      | UAE Team Emirates | + 17 s           |
| 5e | Wilco Kelderman    | Pays-Bas        | Jumbo-Visma       | + 19 s           |
| 6e | Tao Geoghegan Hart | Royaume-Uni     | Ineos Grenadiers  | + 19 s           |
| 7e | Aleksandr Vlasov   | Bannière neutre | Bora-Hansgrohe    | + 21 s           |
| 8e | Jai Hindley        | Australie       | Bora-Hansgrohe    | + 22 s           |
| 9e | Giulio Ciccone     | Italie          | Trek-Segafredo    | + 24 s           |
| 10e | Enric Mas          | Espagne         | Movistar Team     | + 31 s           |

### 6eétape
| \| Classement de l'étape \| Classement de l'étape \| Classement de l'étape \| Classement de l'étape \| Classement de l'étape \| \| Coureur \| Coureur \| Pays \| Équipe \| Temps \| \| --------------------- \| --------------------- \| --------------------- \| --------------------- \| --------------------- \| \| 1er \| Primož Roglič \| Slovénie \| Jumbo-Visma \| 4 h 49 min 17 s \| \| 2e \| Tao Geoghegan Hart \| Royaume-Uni \| Ineos Grenadiers \| + 0 s \| \| 3e \| João Almeida \| Portugal \| UAE Team Emirates \| + 0 s \| \| 4e \| Enric Mas \| Espagne \| Movistar Team \| + 0 s \| \| 5e \| Mikel Landa \| Espagne \| Bahrain Victorious \| + 0 s \| \| 6e \| Giulio Ciccone \| Italie \| Trek-Segafredo \| + 3 s \| \| 7e \| Hugh Carthy \| Royaume-Uni \| EF Education-EasyPost \| + 9 s \| \| 8e \| Michael Woods \| Canada \| Israel-Premier Tech \| + 9 s \| \| 9e \| Tom Pidcock \| Royaume-Uni \| Ineos Grenadiers \| + 20 s \| \| 10e \| Wout van Aert \| Belgique \| Jumbo-Visma \| + 20 s \| |                    |             |                       |                 |
| |                    |             |                       |                 |
| Source : ProCyclingStats |                    |             |                       |                 |
| Classement de l'étape |                    |             |                       |                 |
| Coureur | Coureur            | Pays        | Équipe                | Temps           |
| 1er | Primož Roglič      | Slovénie    | Jumbo-Visma           | 4 h 49 min 17 s |
| 2e | Tao Geoghegan Hart | Royaume-Uni | Ineos Grenadiers      | + 0 s           |
| 3e | João Almeida       | Portugal    | UAE Team Emirates     | + 0 s           |
| 4e | Enric Mas          | Espagne     | Movistar Team         | + 0 s           |
| 5e | Mikel Landa        | Espagne     | Bahrain Victorious    | + 0 s           |
| 6e | Giulio Ciccone     | Italie      | Trek-Segafredo        | + 3 s           |
| 7e | Hugh Carthy        | Royaume-Uni | EF Education-EasyPost | + 9 s           |
| 8e | Michael Woods      | Canada      | Israel-Premier Tech   | + 9 s           |
| 9e | Tom Pidcock        | Royaume-Uni | Ineos Grenadiers      | + 20 s          |
| 10e | Wout van Aert      | Belgique    | Jumbo-Visma           | + 20 s          |

| \| Classement général \| Classement général \| Classement général \| Classement général \| Classement général \| \| Coureur \| Coureur \| Pays \| Équipe \| Temps \| \| ------------------ \| ------------------ \| ------------------ \| --------------------- \| ------------------ \| \| 1er \| Primož Roglič \| Slovénie \| Jumbo-Visma \| 25 h 06 min 21 s \| \| 2e \| João Almeida \| Portugal \| UAE Team Emirates \| + 18 s \| \| 3e \| Tao Geoghegan Hart \| Royaume-Uni \| Ineos Grenadiers \| + 23 s \| \| 4e \| Lennard Kämna \| Allemagne \| Bora-Hansgrohe \| + 34 s \| \| 5e \| Giulio Ciccone \| Italie \| Trek-Segafredo \| + 37 s \| \| 6e \| Enric Mas \| Espagne \| Movistar Team \| + 41 s \| \| 7e \| Mikel Landa \| Espagne \| Bahrain Victorious \| + 56 s \| \| 8e \| Hugh Carthy \| Royaume-Uni \| EF Education-EasyPost \| + 57 s \| \| 9e \| Aleksandr Vlasov \| Bannière neutre \| Bora-Hansgrohe \| + 1 min 10 s \| \| 10e \| Thibaut Pinot \| France \| Groupama-FDJ \| + 1 min 11 s \| |                    |                 |                       |                  |
| |                    |                 |                       |                  |
| Source : ProCyclingStats |                    |                 |                       |                  |
| Classement général |                    |                 |                       |                  |
| Coureur | Coureur            | Pays            | Équipe                | Temps            |
| 1er | Primož Roglič      | Slovénie        | Jumbo-Visma           | 25 h 06 min 21 s |
| 2e | João Almeida       | Portugal        | UAE Team Emirates     | + 18 s           |
| 3e | Tao Geoghegan Hart | Royaume-Uni     | Ineos Grenadiers      | + 23 s           |
| 4e | Lennard Kämna      | Allemagne       | Bora-Hansgrohe        | + 34 s           |
| 5e | Giulio Ciccone     | Italie          | Trek-Segafredo        | + 37 s           |
| 6e | Enric Mas          | Espagne         | Movistar Team         | + 41 s           |
| 7e | Mikel Landa        | Espagne         | Bahrain Victorious    | + 56 s           |
| 8e | Hugh Carthy        | Royaume-Uni     | EF Education-EasyPost | + 57 s           |
| 9e | Aleksandr Vlasov   | Bannière neutre | Bora-Hansgrohe        | + 1 min 10 s     |
| 10e | Thibaut Pinot      | France          | Groupama-FDJ          | + 1 min 11 s     |

### 7eétape
| \| Classement de l'étape \| Classement de l'étape \| Classement de l'étape \| Classement de l'étape \| Classement de l'étape \| \| Coureur \| Coureur \| Pays \| Équipe \| Temps \| \| --------------------- \| --------------------- \| --------------------- \| ---------------------------------- \| --------------------- \| \| 1er \| Jasper Philipsen \| Belgique \| Alpecin-Deceuninck \| 3 h 32 min 36 s \| \| 2e \| Dylan Groenewegen \| Pays-Bas \| Team Jayco AlUla \| + 0 s \| \| 3e \| Alberto Dainese \| Italie \| Team DSM \| + 0 s \| \| 4e \| Phil Bauhaus \| Allemagne \| Bahrain Victorious \| + 0 s \| \| 5e \| Simone Consonni \| Italie \| Cofidis \| + 0 s \| \| 6e \| Giacomo Nizzolo \| Italie \| Israel-Premier Tech \| + 0 s \| \| 7e \| Jordi Meeus \| Belgique \| Bora-Hansgrohe \| + 0 s \| \| 8e \| Clément Russo \| France \| Arkéa-Samsic \| + 0 s \| \| 9e \| Luca Colnaghi \| Italie \| Green Project-Bardiani CSF-Faizanè \| + 0 s \| \| 10e \| Fernando Gaviria \| Colombie \| Movistar Team \| + 0 s \| |                   |           |                                    |                 |
| |                   |           |                                    |                 |
| Source : ProCyclingStats |                   |           |                                    |                 |
| Classement de l'étape |                   |           |                                    |                 |
| Coureur | Coureur           | Pays      | Équipe                             | Temps           |
| 1er | Jasper Philipsen  | Belgique  | Alpecin-Deceuninck                 | 3 h 32 min 36 s |
| 2e | Dylan Groenewegen | Pays-Bas  | Team Jayco AlUla                   | + 0 s           |
| 3e | Alberto Dainese   | Italie    | Team DSM                           | + 0 s           |
| 4e | Phil Bauhaus      | Allemagne | Bahrain Victorious                 | + 0 s           |
| 5e | Simone Consonni   | Italie    | Cofidis                            | + 0 s           |
| 6e | Giacomo Nizzolo   | Italie    | Israel-Premier Tech                | + 0 s           |
| 7e | Jordi Meeus       | Belgique  | Bora-Hansgrohe                     | + 0 s           |
| 8e | Clément Russo     | France    | Arkéa-Samsic                       | + 0 s           |
| 9e | Luca Colnaghi     | Italie    | Green Project-Bardiani CSF-Faizanè | + 0 s           |
| 10e | Fernando Gaviria  | Colombie  | Movistar Team                      | + 0 s           |

## Classements finals

### Classement général
| \| Classement général \| Classement général \| Classement général \| Classement général \| Classement général \| \| Coureur \| Coureur \| Pays \| Équipe \| Temps \| \| ------------------ \| ------------------ \| ------------------ \| --------------------- \| ------------------ \| \| 1er \| Primož Roglič \| Slovénie \| Jumbo-Visma \| 28 h 38 min 57 s \| \| 2e \| João Almeida \| Portugal \| UAE Team Emirates \| + 18 s \| \| 3e \| Tao Geoghegan Hart \| Royaume-Uni \| Ineos Grenadiers \| + 23 s \| \| 4e \| Lennard Kämna \| Allemagne \| Bora-Hansgrohe \| + 34 s \| \| 5e \| Giulio Ciccone \| Italie \| Trek-Segafredo \| + 37 s \| \| 6e \| Enric Mas \| Espagne \| Movistar Team \| + 41 s \| \| 7e \| Mikel Landa \| Espagne \| Bahrain Victorious \| + 56 s \| \| 8e \| Hugh Carthy \| Royaume-Uni \| EF Education-EasyPost \| + 57 s \| \| 9e \| Aleksandr Vlasov \| Bannière neutre \| Bora-Hansgrohe \| + 1 min 10 s \| \| 10e \| Thibaut Pinot \| France \| Groupama-FDJ \| + 1 min 11 s \| |                    |                 |                       |                  |
| |                    |                 |                       |                  |
| Source : ProCyclingStats |                    |                 |                       |                  |
| Classement général |                    |                 |                       |                  |
| Coureur | Coureur            | Pays            | Équipe                | Temps            |
| 1er | Primož Roglič      | Slovénie        | Jumbo-Visma           | 28 h 38 min 57 s |
| 2e | João Almeida       | Portugal        | UAE Team Emirates     | + 18 s           |
| 3e | Tao Geoghegan Hart | Royaume-Uni     | Ineos Grenadiers      | + 23 s           |
| 4e | Lennard Kämna      | Allemagne       | Bora-Hansgrohe        | + 34 s           |
| 5e | Giulio Ciccone     | Italie          | Trek-Segafredo        | + 37 s           |
| 6e | Enric Mas          | Espagne         | Movistar Team         | + 41 s           |
| 7e | Mikel Landa        | Espagne         | Bahrain Victorious    | + 56 s           |
| 8e | Hugh Carthy        | Royaume-Uni     | EF Education-EasyPost | + 57 s           |
| 9e | Aleksandr Vlasov   | Bannière neutre | Bora-Hansgrohe        | + 1 min 10 s     |
| 10e | Thibaut Pinot      | France          | Groupama-FDJ          | + 1 min 11 s     |

| Classement par points | Classement par points | Classement par points | Classement par points    | Classement par points |
| Coureur               | Coureur               | Pays                  | Équipe                   | Points                |
| --------------------- | --------------------- | --------------------- | ------------------------ | --------------------- |
| 1er                   | Primož Roglič         | Slovénie              | Jumbo-Visma              | 36 pts                |
| 2e                    | Jasper Philipsen      | Belgique              | Alpecin-Deceuninck       | 34 pts                |
| 3e                    | Tao Geoghegan Hart    | Royaume-Uni           | Ineos Grenadiers         | 24 pts                |
| 4e                    | Phil Bauhaus          | Allemagne             | Bahrain Victorious       | 22 pts                |
| 5e                    | João Almeida          | Portugal              | UAE Team Emirates        | 18 pts                |
| 6e                    | Dylan Groenewegen     | Pays-Bas              | Team Jayco AlUla         | 17 pts                |
| 7e                    | Lennard Kämna         | Allemagne             | Bora-Hansgrohe           | 16 pts                |
| 8e                    | Giulio Ciccone        | Italie                | Trek-Segafredo           | 15 pts                |
| 9e                    | Biniam Girmay         | Érythrée              | Intermarché-Circus-Wanty | 15 pts                |
| 10e                   | Simone Consonni       | Italie                | Cofidis                  | 15 pts                |

| Classement par points | Classement par points | Classement par points | Classement par points    | Classement par points |
| Coureur               | Coureur               | Pays                  | Équipe                   | Points                |
| --------------------- | --------------------- | --------------------- | ------------------------ | --------------------- |
| 1er                   | Primož Roglič         | Slovénie              | Jumbo-Visma              | 36 pts                |
| 2e                    | Jasper Philipsen      | Belgique              | Alpecin-Deceuninck       | 34 pts                |
| 3e                    | Tao Geoghegan Hart    | Royaume-Uni           | Ineos Grenadiers         | 24 pts                |
| 4e                    | Phil Bauhaus          | Allemagne             | Bahrain Victorious       | 22 pts                |
| 5e                    | João Almeida          | Portugal              | UAE Team Emirates        | 18 pts                |
| 6e                    | Dylan Groenewegen     | Pays-Bas              | Team Jayco AlUla         | 17 pts                |
| 7e                    | Lennard Kämna         | Allemagne             | Bora-Hansgrohe           | 16 pts                |
| 8e                    | Giulio Ciccone        | Italie                | Trek-Segafredo           | 15 pts                |
| 9e                    | Biniam Girmay         | Érythrée              | Intermarché-Circus-Wanty | 15 pts                |
| 10e                   | Simone Consonni       | Italie                | Cofidis                  | 15 pts                |

| Classement de la montagne | Classement de la montagne | Classement de la montagne | Classement de la montagne | Classement de la montagne |
| Coureur                   | Coureur                   | Pays                      | Équipe                    | Points                    |
| ------------------------- | ------------------------- | ------------------------- | ------------------------- | ------------------------- |
| 1er                       | Primož Roglič             | Slovénie                  | Jumbo-Visma               | 25 pts                    |
| 2e                        | Davide Bais               | Italie                    | Eolo-Kometa               | 20 pts                    |
| 3e                        | Giulio Ciccone            | Italie                    | Trek-Segafredo            | 18 pts                    |
| 4e                        | Julian Alaphilippe        | France                    | Soudal Quick-Step         | 11 pts                    |
| 5e                        | Tao Geoghegan Hart        | Royaume-Uni               | Ineos Grenadiers          | 11 pts                    |
| 6e                        | Quinn Simmons             | États-Unis                | Trek-Segafredo            | 9 pts                     |
| 7e                        | Stefano Gandin            | Italie                    | Team Corratec             | 9 pts                     |
| 8e                        | Jai Hindley               | Australie                 | Bora-Hansgrohe            | 7 pts                     |
| 9e                        | Nikias Arndt              | Allemagne                 | Bahrain Victorious        | 6 pts                     |
| 10e                       | Mattia Bais               | Italie                    | Eolo-Kometa               | 6 pts                     |

| Classement de la montagne | Classement de la montagne | Classement de la montagne | Classement de la montagne | Classement de la montagne |
| Coureur                   | Coureur                   | Pays                      | Équipe                    | Points                    |
| ------------------------- | ------------------------- | ------------------------- | ------------------------- | ------------------------- |
| 1er                       | Primož Roglič             | Slovénie                  | Jumbo-Visma               | 25 pts                    |
| 2e                        | Davide Bais               | Italie                    | Eolo-Kometa               | 20 pts                    |
| 3e                        | Giulio Ciccone            | Italie                    | Trek-Segafredo            | 18 pts                    |
| 4e                        | Julian Alaphilippe        | France                    | Soudal Quick-Step         | 11 pts                    |
| 5e                        | Tao Geoghegan Hart        | Royaume-Uni               | Ineos Grenadiers          | 11 pts                    |
| 6e                        | Quinn Simmons             | États-Unis                | Trek-Segafredo            | 9 pts                     |
| 7e                        | Stefano Gandin            | Italie                    | Team Corratec             | 9 pts                     |
| 8e                        | Jai Hindley               | Australie                 | Bora-Hansgrohe            | 7 pts                     |
| 9e                        | Nikias Arndt              | Allemagne                 | Bahrain Victorious        | 6 pts                     |
| 10e                       | Mattia Bais               | Italie                    | Eolo-Kometa               | 6 pts                     |

| Classement du meilleur jeune | Classement du meilleur jeune | Classement du meilleur jeune | Classement du meilleur jeune | Classement du meilleur jeune |
| Coureur                      | Coureur                      | Pays                         | Équipe                       | Temps                        |
| ---------------------------- | ---------------------------- | ---------------------------- | ---------------------------- | ---------------------------- |
| 1er                          | João Almeida                 | Portugal                     | UAE Team Emirates            | 28 h 39 min 15 s             |
| 2e                           | Brandon McNulty              | États-Unis                   | UAE Team Emirates            | + 1 min 01 s                 |
| 3e                           | Felix Gall                   | Autriche                     | AG2R Citroën Team            | + 1 min 56 s                 |
| 4e                           | Andreas Leknessund           | Norvège                      | Team DSM                     | + 2 min 08 s                 |
| 5e                           | Thymen Arensman              | Pays-Bas                     | Ineos Grenadiers             | + 4 min 09 s                 |
| 6e                           | Magnus Sheffield             | États-Unis                   | Ineos Grenadiers             | + 7 min 02 s                 |
| 7e                           | Santiago Buitrago            | Colombie                     | Bahrain Victorious           | + 17 min 05 s                |
| 8e                           | Attila Valter                | Hongrie                      | Jumbo-Visma                  | + 17 min 08 s                |
| 9e                           | Andrea Bagioli               | Italie                       | Soudal Quick-Step            | + 21 min 48 s                |
| 10e                          | Mark Donovan                 | Royaume-Uni                  | Q36.5 Pro Cycling Team       | + 23 min 03 s                |

| Classement du meilleur jeune | Classement du meilleur jeune | Classement du meilleur jeune | Classement du meilleur jeune | Classement du meilleur jeune |
| Coureur                      | Coureur                      | Pays                         | Équipe                       | Temps                        |
| ---------------------------- | ---------------------------- | ---------------------------- | ---------------------------- | ---------------------------- |
| 1er                          | João Almeida                 | Portugal                     | UAE Team Emirates            | 28 h 39 min 15 s             |
| 2e                           | Brandon McNulty              | États-Unis                   | UAE Team Emirates            | + 1 min 01 s                 |
| 3e                           | Felix Gall                   | Autriche                     | AG2R Citroën Team            | + 1 min 56 s                 |
| 4e                           | Andreas Leknessund           | Norvège                      | Team DSM                     | + 2 min 08 s                 |
| 5e                           | Thymen Arensman              | Pays-Bas                     | Ineos Grenadiers             | + 4 min 09 s                 |
| 6e                           | Magnus Sheffield             | États-Unis                   | Ineos Grenadiers             | + 7 min 02 s                 |
| 7e                           | Santiago Buitrago            | Colombie                     | Bahrain Victorious           | + 17 min 05 s                |
| 8e                           | Attila Valter                | Hongrie                      | Jumbo-Visma                  | + 17 min 08 s                |
| 9e                           | Andrea Bagioli               | Italie                       | Soudal Quick-Step            | + 21 min 48 s                |
| 10e                          | Mark Donovan                 | Royaume-Uni                  | Q36.5 Pro Cycling Team       | + 23 min 03 s                |

| Classement par équipes | Classement par équipes | Classement par équipes | Classement par équipes |
| Équipe                 | Équipe                 | Pays                   | Temps                  |
| ---------------------- | ---------------------- | ---------------------- | ---------------------- |
| 1re                    | UAE Team Emirates      | Émirats arabes unis    | 85 h 59 min 51 s       |
| 2e                     | Bora-Hansgrohe         | Allemagne              | + 29 s                 |
| 3e                     | Ineos Grenadiers       | Royaume-Uni            | + 5 min 03 s           |
| 4e                     | Movistar Team          | Espagne                | + 9 min 26 s           |
| 5e                     | Team DSM               | Pays-Bas               | + 11 min 11 s          |
| 6e                     | Jumbo-Visma            | Pays-Bas               | + 11 min 30 s          |
| 7e                     | Arkéa-Samsic           | France                 | + 14 min 46 s          |
| 8e                     | Bahrain Victorious     | Bahreïn                | + 15 min 04 s          |
| 9e                     | Groupama-FDJ           | France                 | + 21 min 14 s          |
| 10e                    | AG2R Citroën Team      | France                 | + 27 min 21 s          |

| Classement par équipes | Classement par équipes | Classement par équipes | Classement par équipes |
| Équipe                 | Équipe                 | Pays                   | Temps                  |
| ---------------------- | ---------------------- | ---------------------- | ---------------------- |
| 1re                    | UAE Team Emirates      | Émirats arabes unis    | 85 h 59 min 51 s       |
| 2e                     | Bora-Hansgrohe         | Allemagne              | + 29 s                 |
| 3e                     | Ineos Grenadiers       | Royaume-Uni            | + 5 min 03 s           |
| 4e                     | Movistar Team          | Espagne                | + 9 min 26 s           |
| 5e                     | Team DSM               | Pays-Bas               | + 11 min 11 s          |
| 6e                     | Jumbo-Visma            | Pays-Bas               | + 11 min 30 s          |
| 7e                     | Arkéa-Samsic           | France                 | + 14 min 46 s          |
| 8e                     | Bahrain Victorious     | Bahreïn                | + 15 min 04 s          |
| 9e                     | Groupama-FDJ           | France                 | + 21 min 14 s          |
| 10e                    | AG2R Citroën Team      | France                 | + 27 min 21 s          |

## Classements UCI
La course attribue des points au Classement mondial UCI 2023 selon le barème suivant :
| Position           | 1er | 2e  | 3e  | 4e  | 5e  | 6e  | 7e  | 8e  | 9e  | 10e | 11e | 12e | 13e | 14e | 15e | 16e à 20e | 21e à 30e | 31e à 50e | 51e à 55e | 56e à 60e |
| Classement général | 500 | 400 | 325 | 275 | 225 | 175 | 150 | 125 | 100 | 80  | 70  | 60  | 50  | 40  | 35  | 30        | 20        | 10        | 5         | 3         |
| Par étapes         | 60  | 40  | 30  | 25  | 20  | 15  | 10  | 8   | 5   | 2   |     |     |     |     |     |           |           |           |           |           |
| Leader             | 10  |     |     |     |     |     |     |     |     |     |     |     |     |     |     |           |           |           |           |           |

## Évolution des classements
| Étape              | Vainqueur          | Classement général | Classement par points | Classement de la montagne | Classement du meilleur jeune | Classement par équipes |
| ------------------ | ------------------ | ------------------ | --------------------- | ------------------------- | ---------------------------- | ---------------------- |
| 1                  | Filippo Ganna      | Filippo Ganna      | Filippo Ganna         | non attribué              | Magnus Sheffield             | Ineos Grenadiers       |
| 2                  | Fabio Jakobsen     | Filippo Ganna      | Filippo Ganna         | Stefano Gandin            | Magnus Sheffield             | Ineos Grenadiers       |
| 3                  | Jasper Philipsen   | Filippo Ganna      | Jasper Philipsen      | Davide Bais               | Magnus Sheffield             | Ineos Grenadiers       |
| 4                  | Primož Roglič      | Lennard Kämna      | Jasper Philipsen      | Davide Bais               | João Almeida                 | Bora-Hansgrohe         |
| 5                  | Primož Roglič      | Primož Roglič      | Primož Roglič         | Primož Roglič             | João Almeida                 | Bora-Hansgrohe         |
| 6                  | Primož Roglič      | Primož Roglič      | Primož Roglič         | Primož Roglič             | João Almeida                 | UAE Emirates           |
| 7                  | Jasper Philipsen   | Primož Roglič      | Primož Roglič         | Primož Roglič             | João Almeida                 | UAE Emirates           |
| Classements finals | Classements finals | Primož Roglič      | Primož Roglič         | Primož Roglič             | João Almeida                 | UAE Emirates           |

## Liste des participants
| Alpecin-Deceuninck ADC                               | Alpecin-Deceuninck ADC     | Alpecin-Deceuninck ADC |
| ---------------------------------------------------- | -------------------------- | ---------------------- |
| Num                                                  | Coureur                    | Pos                    |
| 1                                                    | Mathieu van der Poel (NED) | 49e                    |
| 2                                                    | Michael Gogl (AUT)         | NP-2                   |
| 3                                                    | Jasper Philipsen (BEL)     | 82e                    |
| 4                                                    | Oscar Riesebeek (NED)      | 143e                   |
| 5                                                    | Ramon Sinkeldam (NED)      | 126e                   |
| 6                                                    | Robert Stannard (AUS)      | 51e                    |
| 7                                                    | Gianni Vermeersch (BEL)    | 65e                    |
| Directeur sportif : Bart Leysen, Christoph Roodhooft |                            |                        |

| AG2R Citroën Team ACT                               | AG2R Citroën Team ACT        | AG2R Citroën Team ACT |
| --------------------------------------------------- | ---------------------------- | --------------------- |
| Num                                                 | Coureur                      | Pos                   |
| 11                                                  | Ben O'Connor (AUS)           | 13e                   |
| 12                                                  | Benoît Cosnefroy (FRA)       | 96e                   |
| 13                                                  | Felix Gall (AUT)             | 16e                   |
| 14                                                  | Nans Peters (FRA)            | 85e                   |
| 15                                                  | Michael Schär (SUI)          | 50e                   |
| 16                                                  | Greg Van Avermaet (BEL)      | 61e                   |
| 17                                                  | Valentin Paret-Peintre (FRA) | AB-3                  |
| Directeur sportif : Didier Jannel, Artūras Kasputis |                              |                       |

| Astana Qazaqstan Team AST                           | Astana Qazaqstan Team AST    | Astana Qazaqstan Team AST |
| --------------------------------------------------- | ---------------------------- | ------------------------- |
| Num                                                 | Coureur                      | Pos                       |
| 21                                                  | Alexey Lutsenko (KAZ)        | NP-7                      |
| 22                                                  | Samuele Battistella (ITA)    | AB-5                      |
| 23                                                  | Mark Cavendish (GBR) (route) | 121e                      |
| 24                                                  | Joe Dombrowski (USA)         | 108e                      |
| 25                                                  | Yevgeniy Fedorov (KAZ)       | 106e                      |
| 26                                                  | Gleb Syritsa                 | 117e                      |
| 27                                                  | Leonardo Basso (ITA)         | 127e                      |
| Directeur sportif : Alexandr Shefer, Stefano Zanini |                              |                           |

| Bahrain Victorious TBV                             | Bahrain Victorious TBV         | Bahrain Victorious TBV |
| -------------------------------------------------- | ------------------------------ | ---------------------- |
| Num                                                | Coureur                        | Pos                    |
| 31                                                 | Mikel Landa (ESP)              | 7e                     |
| 32                                                 | Nikias Arndt (GER)             | 66e                    |
| 33                                                 | Phil Bauhaus (GER)             | 122e                   |
| 34                                                 | Santiago Buitrago (COL)        | 36e                    |
| 35                                                 | Damiano Caruso (ITA)           | 14e                    |
| 36                                                 | Fran Miholjević (CRO) (chrono) | 110e                   |
| 37                                                 | Andrea Pasqualon (ITA)         | 71e                    |
| Directeur sportif : Alberto Volpi, Roman Kreuziger |                                |                        |

| Bora-Hansgrohe BOH                                     | Bora-Hansgrohe BOH           | Bora-Hansgrohe BOH |
| ------------------------------------------------------ | ---------------------------- | ------------------ |
| Num                                                    | Coureur                      | Pos                |
| 41                                                     | Jai Hindley (AUS)            | 15e                |
| 42                                                     | Cesare Benedetti (POL)       | AB-6               |
| 43                                                     | Nico Denz (GER)              | 91e                |
| 44                                                     | Patrick Gamper (AUT)         | 141e               |
| 45                                                     | Lennard Kämna (GER) (chrono) | 4e                 |
| 46                                                     | Jordi Meeus (BEL)            | 120e               |
| 47                                                     | Aleksandr Vlasov             | 9e                 |
| Directeur sportif : Enrico Gasparotto, Torsten Schmidt |                              |                    |

| Cofidis COF                                              | Cofidis COF            | Cofidis COF |
| -------------------------------------------------------- | ---------------------- | ----------- |
| Num                                                      | Coureur                | Pos         |
| 51                                                       | Guillaume Martin (FRA) | 21e         |
| 52                                                       | Davide Cimolai (ITA)   | 109e        |
| 53                                                       | Simone Consonni (ITA)  | 94e         |
| 54                                                       | Victor Lafay (FRA)     | AB-6        |
| 55                                                       | Anthony Perez (FRA)    | 68e         |
| 56                                                       | Rémy Rochas (FRA)      | AB-6        |
| 57                                                       | Axel Zingle (FRA)      | 57e         |
| Directeur sportif : Roberto Damiani, Gorka Gerrikagoitia |                        |             |

| EF Education-EasyPost EFE                              | EF Education-EasyPost EFE       | EF Education-EasyPost EFE |
| ------------------------------------------------------ | ------------------------------- | ------------------------- |
| Num                                                    | Coureur                         | Pos                       |
| 61                                                     | Jonathan Caicedo (ECU) (chrono) | NP-5                      |
| 62                                                     | Andrey Amador (CRC)             | NP-2                      |
| 63                                                     | Hugh Carthy (GBR)               | 8e                        |
| 64                                                     | Mikkel Honoré (DEN)             | 38e                       |
| 65                                                     | Jens Keukeleire (BEL)           | 67e                       |
| 66                                                     | Sean Quinn (USA)                | AB-6                      |
| 67                                                     | Julius van den Berg (NED)       | NP-5                      |
| Directeur sportif : Tejay van Garderen, Matti Breschel |                                 |                           |

| Eolo-Kometa EOK                                               | Eolo-Kometa EOK            | Eolo-Kometa EOK |
| ------------------------------------------------------------- | -------------------------- | --------------- |
| Num                                                           | Coureur                    | Pos             |
| 71                                                            | Lorenzo Fortunato (ITA)    | 26e             |
| 72                                                            | Davide Bais (ITA)          | 140e            |
| 73                                                            | Mattia Bais (ITA)          | 136e            |
| 74                                                            | Erik Fetter (HUN) (chrono) | 101e            |
| 75                                                            | Francesco Gavazzi (ITA)    | 80e             |
| 76                                                            | Mirco Maestri (ITA)        | 114e            |
| 77                                                            | Samuele Rivi (ITA)         | 145e            |
| Directeur sportif : Stefano Zanatta, Jesús Hernández Blázquez |                            |                 |

| Green Project-Bardiani CSF-Faizanè BCF                | Green Project-Bardiani CSF-Faizanè BCF | Green Project-Bardiani CSF-Faizanè BCF |
| ----------------------------------------------------- | -------------------------------------- | -------------------------------------- |
| Num                                                   | Coureur                                | Pos                                    |
| 81                                                    | Alessandro Tonelli (ITA)               | 47e                                    |
| 82                                                    | Luca Colnaghi (ITA)                    | 132e                                   |
| 83                                                    | Riccardo Lucca (ITA)                   | 144e                                   |
| 84                                                    | Filippo Magli (ITA)                    | 129e                                   |
| 85                                                    | Alessandro Santaromita (ITA)           | 56e                                    |
| 86                                                    | Manuele Tarozzi (ITA)                  | 142e                                   |
| 87                                                    | Samuele Zoccarato (ITA)                | 59e                                    |
| Directeur sportif : Roberto Reverberi, Luca Amoriello |                                        |                                        |

| Groupama-FDJ GFC                                       | Groupama-FDJ GFC              | Groupama-FDJ GFC |
| ------------------------------------------------------ | ----------------------------- | ---------------- |
| Num                                                    | Coureur                       | Pos              |
| 91                                                     | Thibaut Pinot (FRA)           | 10e              |
| 92                                                     | Bruno Armirail (FRA) (chrono) | 70e              |
| 93                                                     | Olivier Le Gac (FRA)          | 74e              |
| 94                                                     | Fabian Lienhard (SUI)         | 128e             |
| 95                                                     | Valentin Madouas (FRA)        | 23e              |
| 96                                                     | Quentin Pacher (FRA)          | 40e              |
| 97                                                     | Jake Stewart (GBR)            | 92e              |
| Directeur sportif : Thierry Bricaud, Benoît Vaugrenard |                               |                  |

| Ineos Grenadiers IGD                             | Ineos Grenadiers IGD         | Ineos Grenadiers IGD |
| ------------------------------------------------ | ---------------------------- | -------------------- |
| Num                                              | Coureur                      | Pos                  |
| 101                                              | Thymen Arensman (NED)        | 22e                  |
| 102                                              | Laurens De Plus (BEL)        | AB-6                 |
| 103                                              | Filippo Ganna (ITA) (chrono) | 76e                  |
| 104                                              | Tao Geoghegan Hart (GBR)     | 3e                   |
| 105                                              | Michał Kwiatkowski (POL)     | 90e                  |
| 106                                              | Tom Pidcock (GBR)            | AB-7                 |
| 107                                              | Magnus Sheffield (USA)       | 28e                  |
| Directeur sportif : Ian Stannard, Matteo Tosatto |                              |                      |

| Intermarché-Circus-Wanty ICW                   | Intermarché-Circus-Wanty ICW | Intermarché-Circus-Wanty ICW |
| ---------------------------------------------- | ---------------------------- | ---------------------------- |
| Num                                            | Coureur                      | Pos                          |
| 111                                            | Biniam Girmay (ERI) (chrono) | 81e                          |
| 112                                            | Sven Erik Bystrøm (NOR)      | 62e                          |
| 113                                            | Niccolò Bonifazio (ITA)      | 84e                          |
| 114                                            | Lorenzo Rota (ITA)           | 25e                          |
| 115                                            | Mike Teunissen (NED)         | 60e                          |
| 116                                            | Loïc Vliegen (BEL)           | AB-5                         |
| 117                                            | Georg Zimmermann (GER)       | 48e                          |
| Directeur sportif : Valerio Piva, Aike Visbeek |                              |                              |

| Israel-Premier Tech IPT                     | Israel-Premier Tech IPT       | Israel-Premier Tech IPT |
| ------------------------------------------- | ----------------------------- | ----------------------- |
| Num                                         | Coureur                       | Pos                     |
| 121                                         | Michael Woods (CAN)           | 20e                     |
| 123                                         | Derek Gee (CAN) (chrono)      | 41e                     |
| 124                                         | Omer Goldstein (ISR) (chrono) | 95e                     |
| 125                                         | Krists Neilands (LAT)         | 54e                     |
| 126                                         | Giacomo Nizzolo (ITA)         | 111e                    |
| 127                                         | Mads Würtz Schmidt (DEN)      | 63e                     |
| Directeur sportif : Steve Bauer, Dirk Demol |                               |                         |

| Jumbo-Visma TJV                                      | Jumbo-Visma TJV             | Jumbo-Visma TJV |
| ---------------------------------------------------- | --------------------------- | --------------- |
| Num                                                  | Coureur                     | Pos             |
| 131                                                  | Primož Roglič (SLO)         | 1er             |
| 132                                                  | Tiesj Benoot (BEL)          | 34e             |
| 133                                                  | Koen Bouwman (NED)          | 55e             |
| 134                                                  | Wilco Kelderman (NED)       | NP-7            |
| 135                                                  | Attila Valter (HUN) (route) | 37e             |
| 136                                                  | Wout van Aert (BEL)         | 53e             |
| 137                                                  | Dylan van Baarle (NED)      | AB-6            |
| Directeur sportif : Arthur van Dongen, Frans Maassen |                             |                 |

| Movistar Team MOV                                      | Movistar Team MOV      | Movistar Team MOV |
| ------------------------------------------------------ | ---------------------- | ----------------- |
| Num                                                    | Coureur                | Pos               |
| 141                                                    | Enric Mas (ESP)        | 6e                |
| 142                                                    | Alex Aranburu (ESP)    | 45e               |
| 143                                                    | Jorge Arcas (ESP)      | 75e               |
| 144                                                    | Fernando Gaviria (COL) | 115e              |
| 145                                                    | Nélson Oliveira (POR)  | 31e               |
| 146                                                    | Albert Torres (ESP)    | 104e              |
| 147                                                    | Carlos Verona (ESP)    | 29e               |
| Directeur sportif : Maximilian Sciandri, Xabier Muriel |                        |                   |

| Q36.5 Pro Cycling Team Q36                            | Q36.5 Pro Cycling Team Q36 | Q36.5 Pro Cycling Team Q36 |
| ----------------------------------------------------- | -------------------------- | -------------------------- |
| Num                                                   | Coureur                    | Pos                        |
| 151                                                   | Gianluca Brambilla (ITA)   | 42e                        |
| 152                                                   | Negasi Abreha (ETH)        | 135e                       |
| 153                                                   | Jack Bauer (NZL)           | 77e                        |
| 154                                                   | Filippo Conca (ITA)        | AB-5                       |
| 155                                                   | Mark Donovan (GBR)         | 46e                        |
| 156                                                   | Damien Howson (AUS)        | 17e                        |
| 157                                                   | Matteo Moschetti (ITA)     | 118e                       |
| Directeur sportif : Gabriele Missaglia, Piotr Wadecki |                            |                            |

| Soudal Quick-Step SOQ                                | Soudal Quick-Step SOQ        | Soudal Quick-Step SOQ |
| ---------------------------------------------------- | ---------------------------- | --------------------- |
| Num                                                  | Coureur                      | Pos                   |
| 161                                                  | Julian Alaphilippe (FRA)     | 30e                   |
| 162                                                  | Andrea Bagioli (ITA)         | 43e                   |
| 163                                                  | Davide Ballerini (ITA)       | 86e                   |
| 164                                                  | Dries Devenyns (BEL)         | 146e                  |
| 165                                                  | Fabio Jakobsen (NED) (route) | 125e                  |
| 166                                                  | Casper Pedersen (DEN)        | 79e                   |
| 167                                                  | Bert Van Lerberghe (BEL)     | 113e                  |
| Directeur sportif : Davide Bramati, Wilfried Peeters |                              |                       |

| Arkéa-Samsic ARK                                      | Arkéa-Samsic ARK         | Arkéa-Samsic ARK |
| ----------------------------------------------------- | ------------------------ | ---------------- |
| Num                                                   | Coureur                  | Pos              |
| 171                                                   | Warren Barguil (FRA)     | 24e              |
| 172                                                   | Nacer Bouhanni (FRA)     | NP-5             |
| 173                                                   | Donavan Grondin (FRA)    | 107e             |
| 174                                                   | Simon Guglielmi (FRA)    | 27e              |
| 175                                                   | Laurent Pichon (FRA)     | 78e              |
| 176                                                   | Cristian Rodríguez (ESP) | 33e              |
| 177                                                   | Clément Russo (FRA)      | 88e              |
| Directeur sportif : Sébastien Hinault, Mickaël Leveau |                          |                  |

| Team Corratec COR                                   | Team Corratec COR        | Team Corratec COR |
| --------------------------------------------------- | ------------------------ | ----------------- |
| Num                                                 | Coureur                  | Pos               |
| 181                                                 | Valerio Conti (ITA)      | 123e              |
| 182                                                 | Stefano Gandin (ITA)     | 137e              |
| 183                                                 | Alessandro Iacchi (ITA)  | AB-7              |
| 184                                                 | Alexander Konychev (ITA) | 105e              |
| 185                                                 | Jan Stöckli (SUI)        | 133e              |
| 186                                                 | Nicolás Tivani (ARG)     | 100e              |
| 187                                                 | Attilio Viviani (ITA)    | HD-1              |
| Directeur sportif : Francesco Frassi, Serge Parsani |                          |                   |

| Team DSM DSM                                   | Team DSM DSM                  | Team DSM DSM |
| ---------------------------------------------- | ----------------------------- | ------------ |
| Num                                            | Coureur                       | Pos          |
| 191                                            | Andreas Leknessund (NOR)      | 18e          |
| 192                                            | Alberto Dainese (ITA)         | 131e         |
| 193                                            | Jonas Iversby Hvideberg (NOR) | AB-6         |
| 194                                            | Marius Mayrhofer (GER)        | 89e          |
| 195                                            | Florian Stork (GER)           | 32e          |
| 196                                            | Henri Vandenabeele (BEL)      | 58e          |
| 197                                            | Harm Vanhoucke (BEL)          | 19e          |
| Directeur sportif : Pim Ligthart, Luke Roberts |                               |              |

| Team Jayco AlUla JAY                               | Team Jayco AlUla JAY       | Team Jayco AlUla JAY |
| -------------------------------------------------- | -------------------------- | -------------------- |
| Num                                                | Coureur                    | Pos                  |
| 201                                                | Dylan Groenewegen (NED)    | 116e                 |
| 202                                                | Alessandro De Marchi (ITA) | 93e                  |
| 203                                                | Michael Hepburn (AUS)      | 139e                 |
| 204                                                | Jan Maas (NED)             | 134e                 |
| 205                                                | Luka Mezgec (SLO)          | 119e                 |
| 206                                                | Elmar Reinders (NED)       | 112e                 |
| 207                                                | Zdeněk Štybar (CZE)        | 103e                 |
| Directeur sportif : Mathew Hayman, Vittorio Algeri |                            |                      |

| TotalEnergies TEN                               | TotalEnergies TEN            | TotalEnergies TEN |
| ----------------------------------------------- | ---------------------------- | ----------------- |
| Num                                             | Coureur                      | Pos               |
| 211                                             | Peter Sagan (SVK) (route)    | 98e               |
| 212                                             | Maciej Bodnar (POL) (chrono) | NP-6              |
| 213                                             | Mathieu Burgaudeau (FRA)     | AB-6              |
| 214                                             | Steff Cras (BEL)             | NP-7              |
| 215                                             | Valentin Ferron (FRA)        | 69e               |
| 216                                             | Daniel Oss (ITA)             | 87e               |
| 217                                             | Julien Simon (FRA)           | NP-5              |
| Directeur sportif : Ján Valach, Lylian Lebreton |                              |                   |

| Trek-Segafredo TFS                              | Trek-Segafredo TFS            | Trek-Segafredo TFS |
| ----------------------------------------------- | ----------------------------- | ------------------ |
| Num                                             | Coureur                       | Pos                |
| 221                                             | Giulio Ciccone (ITA)          | 5e                 |
| 222                                             | Dario Cataldo (ITA)           | 64e                |
| 223                                             | Amanuel Ghebreigzabhier (ERI) | 138e               |
| 224                                             | Markus Hoelgaard (NOR)        | 83e                |
| 225                                             | Quinn Simmons (USA)           | 72e                |
| 226                                             | Toms Skujiņš (LAT) (chrono)   | 39e                |
| 227                                             | Edward Theuns (BEL)           | 99e                |
| Directeur sportif : Kim Andersen, Adriano Baffi |                               |                    |

| Tudor Pro Cycling Team TUD                           | Tudor Pro Cycling Team TUD   | Tudor Pro Cycling Team TUD |
| ---------------------------------------------------- | ---------------------------- | -------------------------- |
| Num                                                  | Coureur                      | Pos                        |
| 231                                                  | Sébastien Reichenbach (SUI)  | AB-7                       |
| 232                                                  | Tom Bohli (SUI)              | 130e                       |
| 233                                                  | Lucas Eriksson (SWE) (route) | 97e                        |
| 234                                                  | Arthur Kluckers (LUX)        | 73e                        |
| 235                                                  | Simon Pellaud (SUI)          | 147e                       |
| 236                                                  | Roland Thalmann (SUI)        | 102e                       |
| 237                                                  | Yannis Voisard (SUI)         | 52e                        |
| Directeur sportif : Claudio Cozzi, Sebastian Deckert |                              |                            |

| UAE Team Emirates UAD                         | UAE Team Emirates UAD      | UAE Team Emirates UAD |
| --------------------------------------------- | -------------------------- | --------------------- |
| Num                                           | Coureur                    | Pos                   |
| 241                                           | Adam Yates (GBR)           | 11e                   |
| 242                                           | George Bennett (NZL)       | 44e                   |
| 243                                           | Alessandro Covi (ITA)      | AB-6                  |
| 244                                           | Davide Formolo (ITA)       | 35e                   |
| 245                                           | João Almeida (POR) (route) | 2e                    |
| 246                                           | Brandon McNulty (USA)      | 12e                   |
| 247                                           | Sebastián Molano (COL)     | 124e                  |
| Directeur sportif : Fabrizio Guidi, Tomás Gil |                            |                       |

| Alpecin-Deceuninck ADC                               | Alpecin-Deceuninck ADC     | Alpecin-Deceuninck ADC |
| ---------------------------------------------------- | -------------------------- | ---------------------- |
| Num                                                  | Coureur                    | Pos                    |
| 1                                                    | Mathieu van der Poel (NED) | 49e                    |
| 2                                                    | Michael Gogl (AUT)         | NP-2                   |
| 3                                                    | Jasper Philipsen (BEL)     | 82e                    |
| 4                                                    | Oscar Riesebeek (NED)      | 143e                   |
| 5                                                    | Ramon Sinkeldam (NED)      | 126e                   |
| 6                                                    | Robert Stannard (AUS)      | 51e                    |
| 7                                                    | Gianni Vermeersch (BEL)    | 65e                    |
| Directeur sportif : Bart Leysen, Christoph Roodhooft |                            |                        |

| AG2R Citroën Team ACT                               | AG2R Citroën Team ACT        | AG2R Citroën Team ACT |
| --------------------------------------------------- | ---------------------------- | --------------------- |
| Num                                                 | Coureur                      | Pos                   |
| 11                                                  | Ben O'Connor (AUS)           | 13e                   |
| 12                                                  | Benoît Cosnefroy (FRA)       | 96e                   |
| 13                                                  | Felix Gall (AUT)             | 16e                   |
| 14                                                  | Nans Peters (FRA)            | 85e                   |
| 15                                                  | Michael Schär (SUI)          | 50e                   |
| 16                                                  | Greg Van Avermaet (BEL)      | 61e                   |
| 17                                                  | Valentin Paret-Peintre (FRA) | AB-3                  |
| Directeur sportif : Didier Jannel, Artūras Kasputis |                              |                       |

| Astana Qazaqstan Team AST                           | Astana Qazaqstan Team AST    | Astana Qazaqstan Team AST |
| --------------------------------------------------- | ---------------------------- | ------------------------- |
| Num                                                 | Coureur                      | Pos                       |
| 21                                                  | Alexey Lutsenko (KAZ)        | NP-7                      |
| 22                                                  | Samuele Battistella (ITA)    | AB-5                      |
| 23                                                  | Mark Cavendish (GBR) (route) | 121e                      |
| 24                                                  | Joe Dombrowski (USA)         | 108e                      |
| 25                                                  | Yevgeniy Fedorov (KAZ)       | 106e                      |
| 26                                                  | Gleb Syritsa                 | 117e                      |
| 27                                                  | Leonardo Basso (ITA)         | 127e                      |
| Directeur sportif : Alexandr Shefer, Stefano Zanini |                              |                           |

| Bahrain Victorious TBV                             | Bahrain Victorious TBV         | Bahrain Victorious TBV |
| -------------------------------------------------- | ------------------------------ | ---------------------- |
| Num                                                | Coureur                        | Pos                    |
| 31                                                 | Mikel Landa (ESP)              | 7e                     |
| 32                                                 | Nikias Arndt (GER)             | 66e                    |
| 33                                                 | Phil Bauhaus (GER)             | 122e                   |
| 34                                                 | Santiago Buitrago (COL)        | 36e                    |
| 35                                                 | Damiano Caruso (ITA)           | 14e                    |
| 36                                                 | Fran Miholjević (CRO) (chrono) | 110e                   |
| 37                                                 | Andrea Pasqualon (ITA)         | 71e                    |
| Directeur sportif : Alberto Volpi, Roman Kreuziger |                                |                        |

| Bora-Hansgrohe BOH                                     | Bora-Hansgrohe BOH           | Bora-Hansgrohe BOH |
| ------------------------------------------------------ | ---------------------------- | ------------------ |
| Num                                                    | Coureur                      | Pos                |
| 41                                                     | Jai Hindley (AUS)            | 15e                |
| 42                                                     | Cesare Benedetti (POL)       | AB-6               |
| 43                                                     | Nico Denz (GER)              | 91e                |
| 44                                                     | Patrick Gamper (AUT)         | 141e               |
| 45                                                     | Lennard Kämna (GER) (chrono) | 4e                 |
| 46                                                     | Jordi Meeus (BEL)            | 120e               |
| 47                                                     | Aleksandr Vlasov             | 9e                 |
| Directeur sportif : Enrico Gasparotto, Torsten Schmidt |                              |                    |

| Cofidis COF                                              | Cofidis COF            | Cofidis COF |
| -------------------------------------------------------- | ---------------------- | ----------- |
| Num                                                      | Coureur                | Pos         |
| 51                                                       | Guillaume Martin (FRA) | 21e         |
| 52                                                       | Davide Cimolai (ITA)   | 109e        |
| 53                                                       | Simone Consonni (ITA)  | 94e         |
| 54                                                       | Victor Lafay (FRA)     | AB-6        |
| 55                                                       | Anthony Perez (FRA)    | 68e         |
| 56                                                       | Rémy Rochas (FRA)      | AB-6        |
| 57                                                       | Axel Zingle (FRA)      | 57e         |
| Directeur sportif : Roberto Damiani, Gorka Gerrikagoitia |                        |             |

| EF Education-EasyPost EFE                              | EF Education-EasyPost EFE       | EF Education-EasyPost EFE |
| ------------------------------------------------------ | ------------------------------- | ------------------------- |
| Num                                                    | Coureur                         | Pos                       |
| 61                                                     | Jonathan Caicedo (ECU) (chrono) | NP-5                      |
| 62                                                     | Andrey Amador (CRC)             | NP-2                      |
| 63                                                     | Hugh Carthy (GBR)               | 8e                        |
| 64                                                     | Mikkel Honoré (DEN)             | 38e                       |
| 65                                                     | Jens Keukeleire (BEL)           | 67e                       |
| 66                                                     | Sean Quinn (USA)                | AB-6                      |
| 67                                                     | Julius van den Berg (NED)       | NP-5                      |
| Directeur sportif : Tejay van Garderen, Matti Breschel |                                 |                           |

| Eolo-Kometa EOK                                               | Eolo-Kometa EOK            | Eolo-Kometa EOK |
| ------------------------------------------------------------- | -------------------------- | --------------- |
| Num                                                           | Coureur                    | Pos             |
| 71                                                            | Lorenzo Fortunato (ITA)    | 26e             |
| 72                                                            | Davide Bais (ITA)          | 140e            |
| 73                                                            | Mattia Bais (ITA)          | 136e            |
| 74                                                            | Erik Fetter (HUN) (chrono) | 101e            |
| 75                                                            | Francesco Gavazzi (ITA)    | 80e             |
| 76                                                            | Mirco Maestri (ITA)        | 114e            |
| 77                                                            | Samuele Rivi (ITA)         | 145e            |
| Directeur sportif : Stefano Zanatta, Jesús Hernández Blázquez |                            |                 |

| Green Project-Bardiani CSF-Faizanè BCF                | Green Project-Bardiani CSF-Faizanè BCF | Green Project-Bardiani CSF-Faizanè BCF |
| ----------------------------------------------------- | -------------------------------------- | -------------------------------------- |
| Num                                                   | Coureur                                | Pos                                    |
| 81                                                    | Alessandro Tonelli (ITA)               | 47e                                    |
| 82                                                    | Luca Colnaghi (ITA)                    | 132e                                   |
| 83                                                    | Riccardo Lucca (ITA)                   | 144e                                   |
| 84                                                    | Filippo Magli (ITA)                    | 129e                                   |
| 85                                                    | Alessandro Santaromita (ITA)           | 56e                                    |
| 86                                                    | Manuele Tarozzi (ITA)                  | 142e                                   |
| 87                                                    | Samuele Zoccarato (ITA)                | 59e                                    |
| Directeur sportif : Roberto Reverberi, Luca Amoriello |                                        |                                        |

| Groupama-FDJ GFC                                       | Groupama-FDJ GFC              | Groupama-FDJ GFC |
| ------------------------------------------------------ | ----------------------------- | ---------------- |
| Num                                                    | Coureur                       | Pos              |
| 91                                                     | Thibaut Pinot (FRA)           | 10e              |
| 92                                                     | Bruno Armirail (FRA) (chrono) | 70e              |
| 93                                                     | Olivier Le Gac (FRA)          | 74e              |
| 94                                                     | Fabian Lienhard (SUI)         | 128e             |
| 95                                                     | Valentin Madouas (FRA)        | 23e              |
| 96                                                     | Quentin Pacher (FRA)          | 40e              |
| 97                                                     | Jake Stewart (GBR)            | 92e              |
| Directeur sportif : Thierry Bricaud, Benoît Vaugrenard |                               |                  |

| Ineos Grenadiers IGD                             | Ineos Grenadiers IGD         | Ineos Grenadiers IGD |
| ------------------------------------------------ | ---------------------------- | -------------------- |
| Num                                              | Coureur                      | Pos                  |
| 101                                              | Thymen Arensman (NED)        | 22e                  |
| 102                                              | Laurens De Plus (BEL)        | AB-6                 |
| 103                                              | Filippo Ganna (ITA) (chrono) | 76e                  |
| 104                                              | Tao Geoghegan Hart (GBR)     | 3e                   |
| 105                                              | Michał Kwiatkowski (POL)     | 90e                  |
| 106                                              | Tom Pidcock (GBR)            | AB-7                 |
| 107                                              | Magnus Sheffield (USA)       | 28e                  |
| Directeur sportif : Ian Stannard, Matteo Tosatto |                              |                      |

| Intermarché-Circus-Wanty ICW                   | Intermarché-Circus-Wanty ICW | Intermarché-Circus-Wanty ICW |
| ---------------------------------------------- | ---------------------------- | ---------------------------- |
| Num                                            | Coureur                      | Pos                          |
| 111                                            | Biniam Girmay (ERI) (chrono) | 81e                          |
| 112                                            | Sven Erik Bystrøm (NOR)      | 62e                          |
| 113                                            | Niccolò Bonifazio (ITA)      | 84e                          |
| 114                                            | Lorenzo Rota (ITA)           | 25e                          |
| 115                                            | Mike Teunissen (NED)         | 60e                          |
| 116                                            | Loïc Vliegen (BEL)           | AB-5                         |
| 117                                            | Georg Zimmermann (GER)       | 48e                          |
| Directeur sportif : Valerio Piva, Aike Visbeek |                              |                              |

| Israel-Premier Tech IPT                     | Israel-Premier Tech IPT       | Israel-Premier Tech IPT |
| ------------------------------------------- | ----------------------------- | ----------------------- |
| Num                                         | Coureur                       | Pos                     |
| 121                                         | Michael Woods (CAN)           | 20e                     |
| 123                                         | Derek Gee (CAN) (chrono)      | 41e                     |
| 124                                         | Omer Goldstein (ISR) (chrono) | 95e                     |
| 125                                         | Krists Neilands (LAT)         | 54e                     |
| 126                                         | Giacomo Nizzolo (ITA)         | 111e                    |
| 127                                         | Mads Würtz Schmidt (DEN)      | 63e                     |
| Directeur sportif : Steve Bauer, Dirk Demol |                               |                         |

| Jumbo-Visma TJV                                      | Jumbo-Visma TJV             | Jumbo-Visma TJV |
| ---------------------------------------------------- | --------------------------- | --------------- |
| Num                                                  | Coureur                     | Pos             |
| 131                                                  | Primož Roglič (SLO)         | 1er             |
| 132                                                  | Tiesj Benoot (BEL)          | 34e             |
| 133                                                  | Koen Bouwman (NED)          | 55e             |
| 134                                                  | Wilco Kelderman (NED)       | NP-7            |
| 135                                                  | Attila Valter (HUN) (route) | 37e             |
| 136                                                  | Wout van Aert (BEL)         | 53e             |
| 137                                                  | Dylan van Baarle (NED)      | AB-6            |
| Directeur sportif : Arthur van Dongen, Frans Maassen |                             |                 |

| Movistar Team MOV                                      | Movistar Team MOV      | Movistar Team MOV |
| ------------------------------------------------------ | ---------------------- | ----------------- |
| Num                                                    | Coureur                | Pos               |
| 141                                                    | Enric Mas (ESP)        | 6e                |
| 142                                                    | Alex Aranburu (ESP)    | 45e               |
| 143                                                    | Jorge Arcas (ESP)      | 75e               |
| 144                                                    | Fernando Gaviria (COL) | 115e              |
| 145                                                    | Nélson Oliveira (POR)  | 31e               |
| 146                                                    | Albert Torres (ESP)    | 104e              |
| 147                                                    | Carlos Verona (ESP)    | 29e               |
| Directeur sportif : Maximilian Sciandri, Xabier Muriel |                        |                   |

| Q36.5 Pro Cycling Team Q36                            | Q36.5 Pro Cycling Team Q36 | Q36.5 Pro Cycling Team Q36 |
| ----------------------------------------------------- | -------------------------- | -------------------------- |
| Num                                                   | Coureur                    | Pos                        |
| 151                                                   | Gianluca Brambilla (ITA)   | 42e                        |
| 152                                                   | Negasi Abreha (ETH)        | 135e                       |
| 153                                                   | Jack Bauer (NZL)           | 77e                        |
| 154                                                   | Filippo Conca (ITA)        | AB-5                       |
| 155                                                   | Mark Donovan (GBR)         | 46e                        |
| 156                                                   | Damien Howson (AUS)        | 17e                        |
| 157                                                   | Matteo Moschetti (ITA)     | 118e                       |
| Directeur sportif : Gabriele Missaglia, Piotr Wadecki |                            |                            |

| Soudal Quick-Step SOQ                                | Soudal Quick-Step SOQ        | Soudal Quick-Step SOQ |
| ---------------------------------------------------- | ---------------------------- | --------------------- |
| Num                                                  | Coureur                      | Pos                   |
| 161                                                  | Julian Alaphilippe (FRA)     | 30e                   |
| 162                                                  | Andrea Bagioli (ITA)         | 43e                   |
| 163                                                  | Davide Ballerini (ITA)       | 86e                   |
| 164                                                  | Dries Devenyns (BEL)         | 146e                  |
| 165                                                  | Fabio Jakobsen (NED) (route) | 125e                  |
| 166                                                  | Casper Pedersen (DEN)        | 79e                   |
| 167                                                  | Bert Van Lerberghe (BEL)     | 113e                  |
| Directeur sportif : Davide Bramati, Wilfried Peeters |                              |                       |

| Arkéa-Samsic ARK                                      | Arkéa-Samsic ARK         | Arkéa-Samsic ARK |
| ----------------------------------------------------- | ------------------------ | ---------------- |
| Num                                                   | Coureur                  | Pos              |
| 171                                                   | Warren Barguil (FRA)     | 24e              |
| 172                                                   | Nacer Bouhanni (FRA)     | NP-5             |
| 173                                                   | Donavan Grondin (FRA)    | 107e             |
| 174                                                   | Simon Guglielmi (FRA)    | 27e              |
| 175                                                   | Laurent Pichon (FRA)     | 78e              |
| 176                                                   | Cristian Rodríguez (ESP) | 33e              |
| 177                                                   | Clément Russo (FRA)      | 88e              |
| Directeur sportif : Sébastien Hinault, Mickaël Leveau |                          |                  |

| Team Corratec COR                                   | Team Corratec COR        | Team Corratec COR |
| --------------------------------------------------- | ------------------------ | ----------------- |
| Num                                                 | Coureur                  | Pos               |
| 181                                                 | Valerio Conti (ITA)      | 123e              |
| 182                                                 | Stefano Gandin (ITA)     | 137e              |
| 183                                                 | Alessandro Iacchi (ITA)  | AB-7              |
| 184                                                 | Alexander Konychev (ITA) | 105e              |
| 185                                                 | Jan Stöckli (SUI)        | 133e              |
| 186                                                 | Nicolás Tivani (ARG)     | 100e              |
| 187                                                 | Attilio Viviani (ITA)    | HD-1              |
| Directeur sportif : Francesco Frassi, Serge Parsani |                          |                   |

| Team DSM DSM                                   | Team DSM DSM                  | Team DSM DSM |
| ---------------------------------------------- | ----------------------------- | ------------ |
| Num                                            | Coureur                       | Pos          |
| 191                                            | Andreas Leknessund (NOR)      | 18e          |
| 192                                            | Alberto Dainese (ITA)         | 131e         |
| 193                                            | Jonas Iversby Hvideberg (NOR) | AB-6         |
| 194                                            | Marius Mayrhofer (GER)        | 89e          |
| 195                                            | Florian Stork (GER)           | 32e          |
| 196                                            | Henri Vandenabeele (BEL)      | 58e          |
| 197                                            | Harm Vanhoucke (BEL)          | 19e          |
| Directeur sportif : Pim Ligthart, Luke Roberts |                               |              |

| Team Jayco AlUla JAY                               | Team Jayco AlUla JAY       | Team Jayco AlUla JAY |
| -------------------------------------------------- | -------------------------- | -------------------- |
| Num                                                | Coureur                    | Pos                  |
| 201                                                | Dylan Groenewegen (NED)    | 116e                 |
| 202                                                | Alessandro De Marchi (ITA) | 93e                  |
| 203                                                | Michael Hepburn (AUS)      | 139e                 |
| 204                                                | Jan Maas (NED)             | 134e                 |
| 205                                                | Luka Mezgec (SLO)          | 119e                 |
| 206                                                | Elmar Reinders (NED)       | 112e                 |
| 207                                                | Zdeněk Štybar (CZE)        | 103e                 |
| Directeur sportif : Mathew Hayman, Vittorio Algeri |                            |                      |

| TotalEnergies TEN                               | TotalEnergies TEN            | TotalEnergies TEN |
| ----------------------------------------------- | ---------------------------- | ----------------- |
| Num                                             | Coureur                      | Pos               |
| 211                                             | Peter Sagan (SVK) (route)    | 98e               |
| 212                                             | Maciej Bodnar (POL) (chrono) | NP-6              |
| 213                                             | Mathieu Burgaudeau (FRA)     | AB-6              |
| 214                                             | Steff Cras (BEL)             | NP-7              |
| 215                                             | Valentin Ferron (FRA)        | 69e               |
| 216                                             | Daniel Oss (ITA)             | 87e               |
| 217                                             | Julien Simon (FRA)           | NP-5              |
| Directeur sportif : Ján Valach, Lylian Lebreton |                              |                   |

| Trek-Segafredo TFS                              | Trek-Segafredo TFS            | Trek-Segafredo TFS |
| ----------------------------------------------- | ----------------------------- | ------------------ |
| Num                                             | Coureur                       | Pos                |
| 221                                             | Giulio Ciccone (ITA)          | 5e                 |
| 222                                             | Dario Cataldo (ITA)           | 64e                |
| 223                                             | Amanuel Ghebreigzabhier (ERI) | 138e               |
| 224                                             | Markus Hoelgaard (NOR)        | 83e                |
| 225                                             | Quinn Simmons (USA)           | 72e                |
| 226                                             | Toms Skujiņš (LAT) (chrono)   | 39e                |
| 227                                             | Edward Theuns (BEL)           | 99e                |
| Directeur sportif : Kim Andersen, Adriano Baffi |                               |                    |

| Tudor Pro Cycling Team TUD                           | Tudor Pro Cycling Team TUD   | Tudor Pro Cycling Team TUD |
| ---------------------------------------------------- | ---------------------------- | -------------------------- |
| Num                                                  | Coureur                      | Pos                        |
| 231                                                  | Sébastien Reichenbach (SUI)  | AB-7                       |
| 232                                                  | Tom Bohli (SUI)              | 130e                       |
| 233                                                  | Lucas Eriksson (SWE) (route) | 97e                        |
| 234                                                  | Arthur Kluckers (LUX)        | 73e                        |
| 235                                                  | Simon Pellaud (SUI)          | 147e                       |
| 236                                                  | Roland Thalmann (SUI)        | 102e                       |
| 237                                                  | Yannis Voisard (SUI)         | 52e                        |
| Directeur sportif : Claudio Cozzi, Sebastian Deckert |                              |                            |

| UAE Team Emirates UAD                         | UAE Team Emirates UAD      | UAE Team Emirates UAD |
| --------------------------------------------- | -------------------------- | --------------------- |
| Num                                           | Coureur                    | Pos                   |
| 241                                           | Adam Yates (GBR)           | 11e                   |
| 242                                           | George Bennett (NZL)       | 44e                   |
| 243                                           | Alessandro Covi (ITA)      | AB-6                  |
| 244                                           | Davide Formolo (ITA)       | 35e                   |
| 245                                           | João Almeida (POR) (route) | 2e                    |
| 246                                           | Brandon McNulty (USA)      | 12e                   |
| 247                                           | Sebastián Molano (COL)     | 124e                  |
| Directeur sportif : Fabrizio Guidi, Tomás Gil |                            |                       |